# West Heslerton
West Heslerton är en by i civil parish Heslerton, i kommunen North Yorkshire, i grevskapet North Yorkshire, i England. Byn är belägen 13 km från Malton. West Heslerton var en civil parish 1866–1935 när blev den en del av Heslerton. Civil parish hade 308 invånare år 1931. Byn nämndes i Domedagsboken (Domesday Book) år 1086, och kallades då Alia Eslerton/Heslertone.